# ابرکارن
ابرکارن (به انگلیسی: Abercarn) یک منطقهٔ مسکونی در بریتانیا است که در شهرستان مستقل کرفیلی واقع شده‌است. ابرکارن ۵٬۳۵۲ نفر جمعیت دارد.